# 안신애 (가수)
안신애(1986년 7월 30일~ )은 대한민국의 가수이다.

## 참여 음반

### 정규
- 2014년 5월 27일 《바버렛츠 소곡집 #1》 - 바버렛츠
- 2016년 10월 19일 《THE BARBERETTES》 - 바버렛츠

### 싱글
- 2014년 12월 4일 《바버렛츠 캐롤 : 훈훈 크리스마스》 - 바버렛츠
- 2015년 1월 16일 《Be My Baby》 - 바버렛츠
- 2015년 11월 24일 《Lonesome Christmas》 - 바버렛츠
- 2016년 6월 23일 《Time 2 Love》 - 바버렛츠
- 2016년 9월 26일 《Love Shoes (Feat. Stuart Zender)》 - 바버렛츠
- 2017년 4월 30일 《복면가왕 109회》 - 전복~노래자랑 제부도 바다여신(신보라), 내 이름은 김빵순[안신애(바버렛츠)]
- 2017년 6월 23일 《Stranger`s Love - SM STATION》 - 장진영, 바버렛츠
- 2017년 7월 5일 《바버렛츠의 여름》 - 바버렛츠

### OST
- 2014년 1월 29일 《총리와 나 OST '다정한 거짓말'》 - 바버렛츠

### 옴니버스
- 2010년 6월 17일 《박지만 '그 사람에게'》 - 안신애
- 2017년 1월 27일 《듀엣가요제 38회》 - 김도향, 안신애(바버렛츠)
- 2017년 2월 3일 《듀엣가요제 39회》 - 김도향, 안신애(바버렛츠)
- 2017년 3월 24일 《듀엣가요제 45회》 - 정진철, 안신애(바버렛츠)
- 2017년 3월 31일 《듀엣가요제 46회》 - 정진철, 안신애(바버렛츠)
- 2017년 5월 7일 《복면가왕 110회》 - 내 이름은 김빵순[안신애(바버렛츠)]

### EP
- 2017년 4월 13일 《바버렛츠의 봄》 - 바버렛츠

## 작품 활동

### TV 프로그램
- 2015년 MBC 《미스터리 음악쇼 복면가왕》 - 내 이름은 김빵순[안신애(바버렛츠), 109~110회 분 출연(준우승)]
- 2016년~2017년 MBC 《듀엣가요제》 - 안신애(바버렛츠, 38~39회, 45~46회 분 출연)
- 2016년 ~2016년 tvN 《노래의 탄생》 - 안신애(바버렛츠, 6회~8회 분 출연)